# Escut de Líbia
Després de la caiguda del règim del coronel Gaddafi arran de la guerra civil del 2011, actualment Líbia no té escut oficial. Mentre que la Declaració Constitucional d'agost del 2011 defineix quina és la bandera de Líbia, no diu res sobre l'escut.
El febrer del 2013 Líbia va emetre un nou passaport biomètric, a la coberta del qual hi figura la mitja lluna i l'estrella com a motiu central, tal com es troba també a la bandera de Líbia.
A efectes governamentals s'ha adoptat un emblema en què es basen els segells que fa servir l'oficina del Primer Ministre i els departments del Govern. Aquest emblema mostra la mitja lluna i l'estrella voltades d'unes branques d'olivera similars a les que apareixen a l'emblema de les Nacions Unides.

## Escuts del règim post-Gaddafi
El Consell Nacional de Transició libi (2011-2012) va fer servir un emblema rodó per certificar els documents oficials, on es representava una lluna creixent i una estrella, amb els colors de la bandera líbia (vermell, negre i verd), i unes inscripcions amb els noms del Consell: المجلس الوطني الانتقالي (al-Majlis al-Waṭanī al-Intiqālī, ‘Consell Nacional de Transició’) i de l'Estat: ليبيا (Lībīyā, ‘Líbia’), en àrab, i en anglès (National Transitional Council – Libya). En una primera etapa (març-abril 2011), l'emblema tenia com a motiu central la mitja lluna i l'estrella, amb el nom a dalt del Consell Nacional de Transició i a sota el de l'Estat, ambdós escrits en àrab i separats per sengles estrelles.
Més endavant, el Congrés Nacional General (2012-2014), la primera legislatura líbia, va usar un altre emblema rodó novament amb la mitja lluna i l'estrella voltades pel nom del Congrés, escrit en àrab i en anglès. Es feia servir per certificar els documents i les lleis.
La Cambra de Representants sorgida de les eleccions del 2014, establerta actualment a la ciutat de Tobruk, va adoptar un emblema oficial. S'hi representa la mitja lluna i l'estrella ressaltant sobre un seguit d'arcs que simbolitzen la Cambra, amb el nom de la institució en àrab (مجلس النواب الليبي, Majlis an-Nuwāb al-Lībiyya) i anglès (Libyan House of Representatives).

Consell Nacional de Transició libi (març-abril 2011)
Consell Nacional de Transició libi (2011-2012)

## Escuts històrics
Anteriorment, fins a la caiguda del règim gaddafista, l'escut de la Gran Jamahiriya Popular Socialista Àrab Líbia era l'anomenat Falcó de Quraix, d'or, l'emblema de la tribu del profeta Mahoma. Aquest falcó sostenia sobre el pit un escut amb els colors de la bandera nacional d'aleshores, amb el camper de sinople. El color verd al·ludia al de la capa que feia servir el Profeta i, també, a la Revolució Verda de Gaddafi. Amb les urpes, el falcó sostenia una cinta d'or on figurava una inscripció en àrab: اتحاد الجمهوريات العربية (Ittiḥād al-Jumhūriyyāt al-ʿArabiyya, ‘Unió de les Repúbliques Àrabs').
Si bé no era exactament el mateix, ja que el falcó mirava cap a la destra en comptes de fer-ho cap a la sinistra com en l'escut immediatament precedent, és similar al que es va fer servir quan el país formava part de la Unió de les Repúbliques Àrabs. L'escut de la Jamahiriya es va adoptar quan es va extingir la Federació el 1977.
Prèviament, la República Àrab de Líbia havia tingut un escut amb la representació de l'Àguila de Saladí, símbol panàrab present també a Egipte, el Iemen i l'Iraq, i abans a Síria. De 1951 a 1969, el Regne de Líbia tenia un escut on figurava la mitja lluna i l'estrella de cinc puntes, símbol tradicional de la Cirenaica.

Regne de Líbia (1952-1969)
República Àrab de Líbia (1969-1972)
Unió de Repúbliques Àrabs (1972-1977)